# SIGAINT
SIGAINT era un servei ocult de Tor que oferia serveis de correu electrònic segur. Segons la seva pàgina de preguntes freqüents, la seva interfície web utilitzava SquirrelMail que no depenia de JavaScript. I les contrasenyes dels usuaris no era possible recuperar-les. Els usuaris rebien dues adreces per safata d'entrada: una a sigaint.org per rebre correus electrònics "clearnet" i l'altra a la seva adreça .onion només per rebre correus electrònics enviats des d'altres serveis de correu electrònic habilitats per Tor. Els comptes gratuïts tenien 50 MB d'espai d'emmagatzematge i caducaven després d'un any d'inactivitat. Els comptes de pagament tenien accés a POP3, IMAP, SMTP, límits de mida de fitxers més grans, xifratge de disc complet i mai caducaven.
El servei va ser recomanat per diversos especialistes en seguretat com un servei de correu electrònic altament segur.
L'abril de 2015, diversos comptes d'usuari es van veure compromesos en el que es va especular en aquell moment que era un atac de desanonimització patrocinat pel govern des de 70 nodes de sortida diferents. Un administrador de SIGAINT va dir que el servei ocult no va ser piratejat, però que els nodes de sortida maliciosos havien modificat la seva pàgina "clearnet" de manera que el seu enllaç al servei ocult apuntava a un servei ocult impostor, enganyant els usuaris amb un atac de pesca que recollia les credencials d'inici de sessió. SIGAINT afegí xifratge SSL a la seva passarel·la per protegir-se d'aquests atacs.
Actualment el servei està caigut. Tant el seu lloc web ".org" com el seu enllaç a la xarxa Tor retornen el codi d'error 500.